# 中国能源研究会
中国能源研究会是中华人民共和国能源科技工作者组成的群众性学术团体，是中国科学技术协会主管的社会团体，1981年1月成立。